# 馬公號驅逐艦
馬公號（ROCS Ma Kong DDG-1805）是一艘中華民國海軍服役中的基隆級飛彈驅逐艦。原為1982年服役於美國海軍的紀德級四號艦錢德勒號（USS Chandler DDG-996），1999年除役封存後，於2004年售予台灣，改名為馬公號服役，隸屬海軍一六八艦隊。

## 艦體設計
2015年1月1日，中華民國海軍邀請媒體記者登上馬公艦前往臺灣西南部外海參與海上演習並採訪艦上官兵生活。艦上廚房以鍋爐排出的蒸氣加熱為主。艦上廚房有油炸鍋但會在航行中關閉，以免鍋中熱油因為海上航行風浪大而翻覆。女性官士兵住艙「兵一艙」為男性官士兵住艙改建，有獨立的洗衣機、飲水機、寢室與健身器材。兵一艙以獨立與安全為考量，艙間左右兩側各有出入口，出入口上方都設有監控系統，全天候有人監控艙間進出狀況，確保女性官兵安全。

## 艦歷
2022年環台軍事演練期間，8月6日中華民國國防部發布影片，表示本艦在台灣東部海域監控解放軍海軍馬鞍山號飛彈護衛艦，兩艦對峙最近時相距僅80英尺（24米）。
2022年11月10日，本艦驅離靠近東部海域的共軍廈門號飛彈驅逐艦。
2025年4月23日，停泊在蘇澳鎮的馬公號驅逐艦儲物間冒煙，不過未造成人員損傷。

## 外部連結
- Navysite.de: USS Scott （页面存档备份，存于）
- ROCN KEELUNG CLASS DDG